# Rhaphidostichum dubium
Rhaphidostichum dubium är en bladmossart som beskrevs av Hugh Neville Dixon 1935. Rhaphidostichum dubium ingår i släktet Rhaphidostichum och familjen Sematophyllaceae. Inga underarter finns listade i Catalogue of Life.